# Líbano (ort)
Líbano är en ort i Colombia.   Den ligger i departementet Tolima, i den centrala delen av landet, 110 km väster om huvudstaden Bogotá. Líbano ligger 1 575 meter över havet och antalet invånare är 28 211.
Terrängen runt Líbano är kuperad åt sydost, men åt nordväst är den bergig. Terrängen runt Líbano sluttar österut. Runt Líbano är det ganska tätbefolkat, med 149 invånare per kvadratkilometer. Líbano är det största samhället i trakten. I omgivningarna runt Líbano växer i huvudsak städsegrön lövskog.